# Kelvin Herrera
Kelvin DeJesus Herrera Mercado (ur. 31 grudnia 1989) – dominikański baseballista występujący na pozycji miotacza w Chicago White Sox.

## Przebieg kariery
W grudniu 2006 podpisał kontrakt jako wolny agent z Kansas City Royals i początkowo występował  klubach farmerskich tego zespołu, między innymi w Omaha Storm Chasers, reprezentującym poziom Triple-A. W Major League Baseball zadebiutował 21 września 2011 w meczu przeciwko Detroit Tigers jako reliever, w którym zanotował porażkę. 30 sierpnia 2012 w spotkaniu z Tigers zaliczył pierwszy save w MLB. W marcu 2013 był w składzie reprezentacji Dominikany na turnieju World Baseball Classic, na którym zdobył złoty medal.
18 kwietnia 2015 w meczu przeciwko Oakland Athletics został wyrzucony z boiska po celowym uderzeniu piłką Bretta Lawriego, po czym został zawieszony na pięć meczów; dzień wcześniej Lawrie został uderzony piłką przez startera Royals Yordano Venturę. Tydzień później brał udział w bójce pomiędzy zawodnikami Royals i Chicago White Sox, za co otrzymał dwa mecze zawieszenia. W lipcu 2015 został po raz pierwszy powołany do AL-All Star Team. W czerwcu 2018 w ramach wymiany przeszedł do Washington Nationals, a w styczniu 2019 został zawodnikiem Chicago White Sox.

## Nagrody i wyróżnienia
| Nagroda/wyróżnienie      | Lata       | Źródło      |
| 2× All-Star              | 2015, 2016 | [ 1 ] [ 7 ] |
| Zwycięzca w World Series | 2015       | [ 1 ]       |